# Tremorlor kapuja
A Tremorlor kapuja a második kötete a Steven Erikson által írt epikus fantasy sorozatnak, A Malazai Bukottak könyvének regéjének. Időrendben A Hold udvara cselekményeit követi és a harmadik könyvvel, A jég emlékezetével egy időben játszódik. Ez a sorozat egyetlen része, amelynek angliai borítója megegyezik az amerikaival, a többi amerikai rész más borító illusztrátort és stílust használ.

## Szereplők

### A Kezek Ösvényén
- Ikárium, egy vándor, kinek jaghuta vér is folyik az ereiben
- Mappó Runta, Ikárium útitársa, trell
- Iszkiri Puszt, Az Árnyak egyik Főpapja
- Ryllandaras, a Fehér Sakál, egy Szétszéledt
- Messzremb, egy Lélekvesztett
- Gryllen, Szétszéledt
- Mogora, Szétszéledt

### A Malazák
- Felisin, a Paran Ház legifjabb sarja
- Könnyűkezű Heborik, száműzött történész, Fenernek, a Vadkannak egykori papja
- Baudin, Felisin és Heborik útitársa
- Muzsikus, Kilencedik osztag, Hídégető
- Sáfrány, egy utazó Darujhisztánból
- Apsalar, Kilencedik osztag, Hídégető
- Kalam, a Kilencedik osztag tizedese, Hídégető
- Dujker, Birodalmi történetíró
- Kupa, mágus, Hetedik Hadtest
- Melik Rel, Hétváros Legfelsőbb Öklének tanácsadója
- Sawark, az Otataral bánya őrségének parancsnoka Koponyalékben
- Pella, egy őr Koponyalékben
- Pormkval, Hétváros Legfelsőbb Ökle Arenben
- Hólyagos, az Areni Őrség parancsnoka
- Cilinder, a Karmosok vezetője
- Lulla, a Sialki Tengerészek kapitánya
- Csened, a Hetedik egyik kapitánya
- Szulmár, a Hetedik egyik kapitánya
- Lisztes, a Hetedik egyik tizedese
- Daráló, utász
- Szépia, utász
- Geszler, a Parti Őrség egyik tizedese
- Szeles, a Parti Őrség egyik katonája
- Igaz, a Parti Őrség egyik katonája
- Hunyor, íjász
- Gyöngy, Karmos
- Keneb kapitány, egy menekült
- Szelv, Keneb felesége
- Minala, Szelv testvére
- Kesen, Keneb és Szelv elsőszülött fia
- Vaneb, Keneb és Szelv másodszülött fia
- Tippan, wicka tehénkutya
- Csótány, hengézi öleb

### Wickák
- Koltén, a Hetedik Hadtest Ökle
- Temul, egy ifjú lándzsás
- Sormo E'nath, boszorkánymester
- Nil, boszorkánymester
- Nether, boszorkánymester
- Bult, veterán parancsnok, Koltén nagybátyja

### A Vöröspengék
- Baria Szetrál (Dosin Pali)
- Mesker Szertál, Baria testvére (Dosin Pali)
- Tene Baralta (ehrlitai)
- Aralt Arpat (ehrlitai)
- Losztara Yil (ehrlitai)

### Malaza nemesek a Kutyák Láncában
- Nethpara
- Lenestro
- Szárnyas Pullyk
- Tumlit

### A Világvége követői
- Shei'k, a lázadás vezetője
- Párducos, a Rarakui Világvége kapitánya
- Egy toblaka, testőr és harcos a Raraku Világvégében
- Febryl, mágus, a Shei'k idős tanácsadója
- Korbolo Dom, dezertőr Ököl, az Odhan-sereg vezetője
- Kamist Reloe, az Odhan-sereg egyik mágusa
- L'oric, a Raraku Világvége egyik mágusa
- Bidithal, a Raraku Világvége egyik mágusa
- Mebra, egy kém Ehrlitában

### Egyéb szereplők
- Salk Elan, egy tengeri utazó
- Szilaj, az Árnyak Kopója
- Heves, az Árnyak Kopója
- Vak, az Árnyak Kopója
- Vérengző, az Árnyak Kopója
- Bálvány, az Árnyak Kopója
- Moby, házi démon
- Hentos Ilm, T'lan Imass Csontvető
- Legana Fia, T'lan Imass
- Olar Ethil, T'lan Imass Csontvető
- Kimlok, Tanno Szellemdalnok
- Benet, bűnözővezér
- Irpa, egy apró szolga
- Ruppa, egy hasonlóan apró szolga
- Kín, egy szárnyatlan démon
- Panek, egy gyermek
- Karpolan Demesand, egy kereskedő
- Bula, fogadós
- Cotillion, a bérgyilkosok védőistene
- Árnytövis, az Árnyak Birodalmának ura
- Belzár, egy szolga

## Magyarul
- Tremorlor kapuja. A malazai bukottak könyvének regéje; ford. Fehér Fatime; Alexandra, Pécs, 2004

## Fordítás
- Ez a szócikk részben vagy egészben  a   Deadhouse Gates című angol Wikipédia-szócikk ezen változatának fordításán alapul.  Az eredeti cikk szerkesztőit annak laptörténete sorolja fel. Ez a jelzés csupán a megfogalmazás eredetét és a szerzői jogokat jelzi, nem szolgál a cikkben szereplő információk forrásmegjelöléseként.